# Resia Schor
Resia Schor (ur. 5 grudnia 1910 w Lublinie, zm. 27 listopada 2006 w Nowym Jorku) – polska artystka plastyczka pochodzenia żydowskiego, od 1941 tworząca w Stanach Zjednoczonych.
Urodziła się w Lublinie jako Resia Ajnsztajn, od 1931 studiowała w warszawskiej Szkole Sztuk Pięknych. Tam poznała urodzonego w 1904 w Złoczowie Izraela Schora, który rozpoczął studia rok wcześniej. Para pobrała się w 1939 w Paryżu, dokąd wyjechali w 1937 gdy Izrael otrzymał państwowe stypendium artystyczne. W 1941 opuścili Francję i zamieszkali w Stanach Zjednoczonych, ich bliscy zostali zamordowani w obozach zagłady. W 1943 urodziła im się pierwsza córka Naomi (zm. 2001), a w 1950 Mira. Resia od 1950 wystawiała swoje prace w Nowym Jorku używając pseudonimu Resia Ain. Po śmierci Izraela Schora w 1961 artystka skupiła się na metaloplastyce, tworzyła biżuterię artystyczną, judaika. Jej prace wystawiano w nowojorskiej Arras Gallery, The East End Gallery w Provincetown, MA, The Benson Gallery w Bridgehampton oraz w Aldrich Contemporary Art Museum w Ridgefield. W latach 60. I 70. jej prace były włączane do wystaw organizowanych przez Turman Gallery, Indiana State University, stowarzyszenie "Made in Metal", The Junior Art. Gallery i inne. W 1969 muzycy z New York Philharmonic zamówili u Resi Schor mezuzę, która była prezentem pamiątkowym dla Leonarda Bernsteina.